# 盧普鎮區 (內布拉斯加州水牛縣)
盧普鎮區（英語：Loup Township）是位於美國內布拉斯加州水牛縣的一個行政鎮區。

## 地方資料
盧普鎮區的面積為108.44平方千米，當中陸地面積為108.42平方千米，而水域面積為0.02平方千米。根據2020年美國人口普查的數據，當地共有人口468人，而人口密度為每平方千米4.32人。